# Marione Fourie
 Marione Fourie (née le 30 avril 2002) est une hurdleuse sud-africaine. Elle a été plusieurs fois championne nationale de course de haies et détient le record national de 100 m haies.

## Carrière
Marione Fourie remporte sa toute première médaille d'or au 100 mètres haies au Championnat national d'athlétisme  d'Afrique du Sud en 2021. Elle remporte à nouveau le titre national en 2022 et la médaille de bronze au Championnats d'Afrique d'athlétisme 2022 à Saint-Pierre.
En 2023, elle réalise le record sud-africain sur 100 mètres haies avec un temps de 12 s 55 lors du Résisprint International en Suisse le 2 juillet 2024,.
Elle se qualifie pour les Jeux olympiques d'été de 2024 à Paris en remportant le championnat national avec un temps record de 12 s 92

## Palmarès
| Date | Compétition                   | Lieu         | Résultat | Épreuve     | Temps   |
| ---- | ----------------------------- | ------------ | -------- | ----------- | ------- |
| 2021 | Championnats du monde juniors | Nairobi      | 6e       | 4 x 100 m   | 45 s 05 |
| 2022 | Championnats d'Afrique        | Saint-Pierre | 3e       | 100 m haies | 12 s 93 |
| 2024 | Championnats d'Afrique        | Douala       | 2e       | 100 m haies | 12 s 74 |